# 中国人民解放军战略支援部队参谋部
中国人民解放军战略支援部队参谋部，位于北京市，是中国人民解放军战略支援部队机关部门。

## 沿革
2015年12月，在深化国防和军队改革中，组建中国人民解放军战略支援部队。中国人民解放军战略支援部队设中国人民解放军战略支援部队参谋部。首任参谋长由副司令员李尚福兼任。

## 机构设置
- 战勤计划局[3]
- 训练局[4]
- 直属工作局[5]
- 部队管理局

……
直属单位
- 战略支援部队兴城特勤疗养中心

## 历任领导
中国人民解放军战略支援部队参谋长
1. 李尚福 中将（2016年—2017年8月，副司令员兼）[2]
2. 饶开勋 中将（2017年8月—2019年，副司令员兼）
3. 郝卫中 中将（2019年12月—，副司令员兼）

中国人民解放军战略支援部队副参谋长
- 孙波 少将（2016年—）[6]
- 张明华 少将（2016年—）[7]